# Emmure
Gli Emmure sono un gruppo deathcore e metalcore statunitense fondato a New Fairfield, Connecticut, e stabilitosi nel Queens, New York.
La band ha all'attivo 6 album in studio, tutti pubblicati dalla Victory Records. Nel dicembre del 2015 tutti i membri della band, ad eccezione del cantante Frankie Palmeri, lasciano il gruppo; successivamente, in pieno 2016, viene annunciata la nuova formazione, con gli ex membri dei Glass Cloud e dei The Tony Danza Tapdance Extravaganza Joshua Travis e Josh Miller, il primo alla chitarra e il secondo alla batteria, e Phil Lockett al basso.

## Storia del gruppo

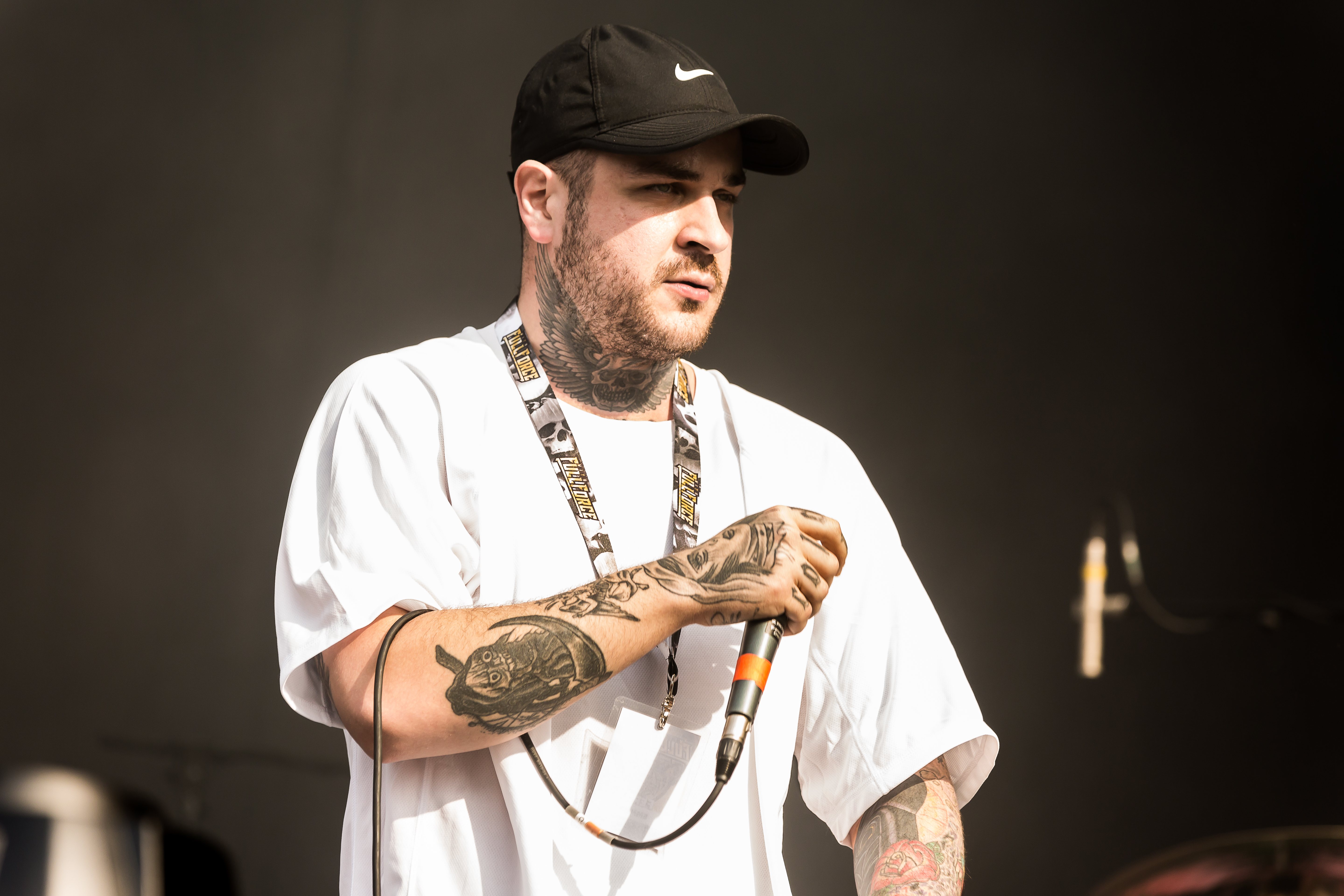
Frankie Palmieri al With Full Force 2018

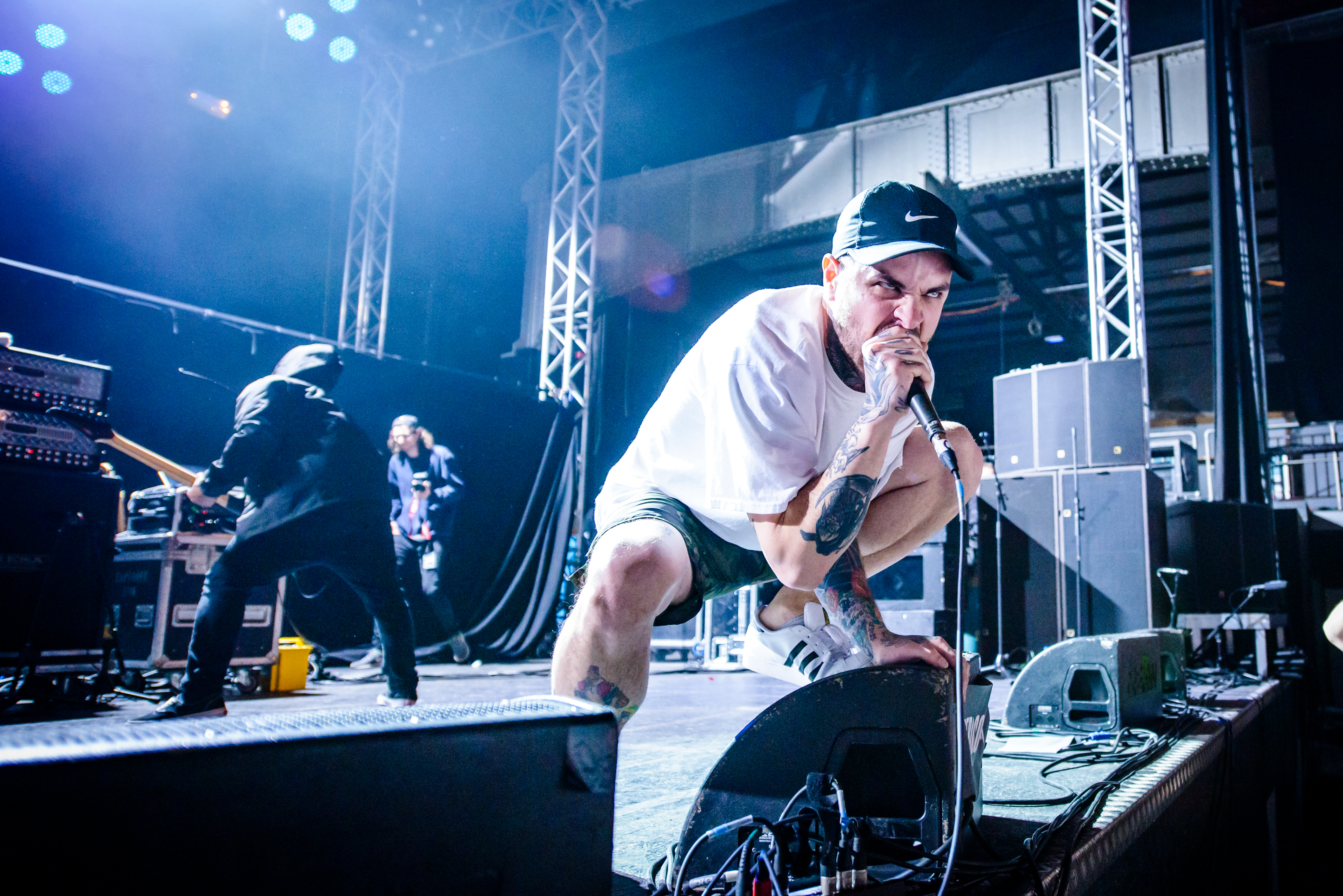
Gli Emmure all'Impericon Festival

Gli Emmure si formarono nel 2003 quando Frankie Palmeri (cantante) e Joe Lionetti (batterista) si conoscono su internet in un forum di musicisti. I due decidono di formare una band nonostante Palmeri vivesse nel Queens, New York mentre Lionetti viveva a New Fairfield, Connecticut. Insieme al fratello di Joe, Ben (chitarrista), la band decide di reclutare altri membri e così si uniscono a loro il chitarrista Jesse Ketive e il bassista Mark Davis.
La band nei primi tre anni registra due demo ed un EP dal titolo The Complete Guide to Needlework, pubblicato dalla This City Is Burning Records.
Nel 2006 il gruppo firma per la Victory Records e pubblica il primo full-length dal titolo Goodbye to the Gallows. Nel 2008 viene pubblicato il secondo album The Respect Issue (che vede in copertina il wrestler e medaglia d'oro olimpica di lotta libera Kurt Angle).
Subito dopo gli Emmure partono in tour per gli Stati Uniti prima come supporto ai Misery Signals, poi da headliner.
Nel maggio del 2009 Joe e Ben Lionetti lasciano il gruppo in seguito a litigi interni alla band. I due vengono sostituiti dal chitarrista Mike Mulholland e dal batterista Mike Kaabe.
Nell'estate 2009 partecipano al Thrash and Burn Tour insieme a DevilDriver, Despised Icon ed altri, e nell'agosto dello stesso anno pubblicano il terzo album dal titolo Felony.
Nel 2010 il gruppo partecipa a vari tour tra cui il Warped Tour, il This Is a Family Tour con gli Attack Attack!, il Reckless and Relentless Tour ed il Never Say Die Tour.
All'inizio del 2011 il gruppo pubblica il quarto album Speaker of the Dead che si piazza al debutto alla posizione numero 68 della classifica Billboard 200. Il gruppo in seguito riparte in tour partecipando al The Mosh Lives Tour, all'All Stars Tour e nuovamente al Never Say Die Tour.
Nel gennaio 2012 viene annunciato Mark Castillo come nuovo batterista del gruppo dopo il licenziamento di Mike Kaabe.
Nell'aprile 2012 esce il quinto lavoro del gruppo intitolato Slave to the Game', mentre esattamente due anni dopo, nell'aprile 2014, vede la luce il loro sesto disco, Eternal Enemies. Nel dicembre 2015 tutti gli strumentisti del gruppo abbandonano la formazione per formare insieme una nuova band, lasciando il cantante Frankie Palmeri l'unico membro ufficiale rimasto negli Emmure. Nell'aprile del 2016, dopo vari rumors e performance in tour, viene annunciata la nuova formazione, composta da membri provenienti da gruppi quali Glass Cloud e The Tony Danza Tapdance Extravaganza; successivamente viene resa nota la scissione con Victory Records e la firma con la neonata Sharptone, facente parte del circuito Nuclear Blast Records, powerhouse della scena metal/hardcore.

## Stile musicale
Gli Emmure suonano un deathcore con forti influenze nu metal. Un'importante caratteristica del gruppo è l'abbondante uso di breakdown, oggetto di apprezzamenti ma anche di critiche. Nelle loro canzoni sono spesso presenti strofe parlate e rappate.
I testi di molte delle loro canzoni contengono riferimenti a videogiochi, specialmente della serie di Street Fighter, e fumetti della Marvel.
Il gruppo ha ricevuto diverse critiche per i testi, colpevoli di essere superficiali e offensivi, con toni spesso misogini e politicamente scorretti, finanche al limite della censura; lo stesso frontman Frankie Palmeri, nel corso degli anni, ha ricevuto molte critiche per il personaggio impersonato, che gli ha procurato non pochi problemi dentro e fuori dal gruppo. Proprio per questo, Palmeri, attraverso un'intervista di Rock Sound, ha deciso di porgere scuse e ha mostrato un certo risentimento verso alcune azioni e atteggiamenti da lui fatti, asserendo che come persona sia cresciuto.

## Discografia

### Album in studio
- 2007 – Goodbye to the Gallows
- 2008 – The Respect Issue
- 2009 – Felony
- 2011 – Speaker of the Dead
- 2012 – Slave to the Game
- 2014 – Eternal Enemies
- 2017 – Look At Yourself
- 2020 - Hindsight

### EP
- 2006 – The Complete Guide to Needlework (This City Is Burning Records)

### Demo
- 2004 – Nine Eleven Zero Four
- 2005 – Demo 2005

## Formazione
Attuale
- Frankie Palmeri – voce (2003-presente)
- Joshua Travis - chitarra (2016-presente)
- Phil Lockett - basso (2016-presente)

Ex componenti
- Josh Miller - batteria (2016-2021)
- Jesse Ketive – chitarra solista (2003-2015)
- Mark Davis – basso (2004-2015)
- Mike Mulholland – chitarra ritmica (2009-2015)
- Adam Pierce – batteria (2014-2015)
- Dan Steindler – basso (2003-2004)
- Joe Lionetti – batteria (2003-2009)
- Ben Lionetti – chitarra ritmica (2003-2009)
- Mike Kaabe – batteria (2009-2011)
- Mark Castillo – batteria (2012-2014)

Cronologia